# Pollenia oreia
Pollenia oreia är en tvåvingeart som beskrevs av Dear 1986. Pollenia oreia ingår i släktet vindsflugor, och familjen spyflugor. Inga underarter finns listade i Catalogue of Life.